# 水鏡
『水鏡』（みずかがみ）は、歴史物語。成立は鎌倉時代初期（1195年頃）と推定される。

## 概要
国書の伝存目録である『本朝書籍目録』仮名部に「水鏡三巻　中山内府抄」とみえることから、作者は中山忠親説が有力である。しかし、源雅頼説などもあり未詳。
いわゆる「四鏡」の成立順では3番目に位置する作品であるものの、時系列的には最も古い時代の内容を扱っている。

## 内容
神武天皇から仁明天皇まで57代の事跡を編年体で述べている。『大鏡』と異なり、本紀だけで皇族・大臣などの列伝はない。73歳の老婆が、長谷寺に参籠中の夜、修験者が現れ、不思議な体験を語るのを書き留めたという形式になっている。序文を除いて『水鏡』独自の記事があるわけではなく、内容の多くを僧・皇円が著した『扶桑略記』から抄出したものであるとされる。ただし、序文には著者独自の歴史観が盛り込まれており、そこには特異性が認められる（「世の中をきはめしらぬはかたおもむきに今の世をそしる心の出でくるもかつは罪にも侍らむ。目の前の事をむかしに似ずとは世をしらぬ人の申す事なるべし」など）ほか、『扶桑略記』のうち現存しない箇所の内容に関して独自の価値を認めることができる。

## 各巻の特徴

### 序文
長谷寺の修験者が法華経をとなえていると仙人が出現、仙人が経のお礼に昔話を始める。文徳天皇より後のことは（『大鏡』に）語られているからと、それ以前の日本史を語る。（この序文は扶桑略記にはなく、水鏡作者の創作。）

### 上巻 神武～欽明天皇
扶桑略記巻1に相当する部分 神武天皇～仲哀天皇
扶桑略記巻1は現在抄本しかない。水鏡はそれより詳しく、扶桑略記巻1原本の面影を残す。神武東征の記事はない。一番記事が多いのは垂仁天皇紀で、天皇暗殺未遂事件や埴輪の起源など。
扶桑略記巻2に相当する部分 神功皇后～武烈天皇
一番記事が多いのは神功皇后紀。神功皇后が天皇として即位したと記載した。（扶桑略記は神功「天皇」と呼んだが、即位記事はない。）水鏡中で唯一の対外軍事記事がある。
清寧天皇の崩御後に、女帝飯豊天皇が即位したと記載。（扶桑略記も同様。日本書紀は飯豊青尊が政治をしたと記載するが、即位したとは書かない。）
扶桑略記巻3に相当する部分 継体天皇～欽明天皇
一番記事が多いのは欽明天皇紀。仏教公伝の記事はあるが、任那滅亡という対外的敗北記事はない。

### 中巻 敏達～孝謙天皇
扶桑略記巻3に相当する部分 敏達天皇～推古天皇11年
敏達天皇紀が一番記事が多いが、その半分近くは聖徳太子の成長記。
推古天皇紀の聖徳太子の事績はほぼ仏教関連で、冠位十二階や十七条憲法などの政治的記事はない。
扶桑略記巻4に相当する部分 推古天皇12年～斉明天皇
一番記事が多いのは皇極天皇紀、つまり蘇我入鹿の専横から乙巳の変まで。
対外的敗北である白村江の戦いの記事はない。
扶桑略記巻5に相当する部分 天智天皇～文武天皇
一番記事が多いのは天武天皇紀だが、その記事の中で弘文天皇（大友皇子）は壬申の乱の前に即位したとする。（扶桑略記も同様。一方『日本書紀』は天武天皇系の編者による書なので、即位を認めない。）
扶桑略記巻6に相当する部分 元明天皇～聖武天皇天平8年
一番記事が多いのは元明天皇紀で、平城京遷都や『風土記』編集を記載。（『古事記』『日本書紀』にはふれていない。）
三世一身法や墾田永年私財法などの律令体制にかかわる記載はない。
続日本紀および扶桑略記抄本 に相当する部分 聖武天皇天平9年～孝謙天皇
天平15年（743年）大仏建立の詔、天平17年建立開始、天平勝宝4年（752年）の開眼法要は記載。

### 下巻 廃帝～仁明天皇
続日本紀および扶桑略記抄本 に相当する部分 廃帝～桓武天皇延暦10年
現在の諡でいう淳仁天皇を、扶桑略記は『大鏡』『今昔物語』にならって「大炊天皇」と呼んだ。一方水鏡は『続日本紀』に従い「廃帝」と記載。この廃位を描いた藤原仲麻呂の乱は下巻の山場をなす。
光仁天皇紀は水鏡の中で最長。その過半は後ろ盾である藤原百川関連の記事。（扶桑略記抄本には百川に関する類似記事はない。）
日本後紀に相当する部分 桓武天皇延暦11年～淳和天皇
坂上田村麻呂が清水寺を建てた記事はあるが、蝦夷征討の記事はない。
『日本後紀』には欠落部が多く、その部の補充には『類聚国史』や『日本紀略』が参照されるが、水鏡にも資料的価値があるかもしれない。
続日本後紀に相当する部分 仁明天皇
承和の変（恒貞親王の廃太子）を記載。これは『続日本後紀』記事の要約。